# Mathieu Lespagnandelle
Mathieu Lespagnandelle est un sculpteur français, né à Paris le 16 mai 1616 et décédé dans la même ville le 28 avril 1689.

## Biographie
Mathieu Lespagnandelle est né dans une famille protestante, fils de Jean Lespagnandelle et de Judith Milleville. Le 2 septembre 1641, alors qu'il travaille à Richelieu, il abjure sa foi protestante pour devenir catholique afin de pouvoir se marier avec Perrine Prou qui est catholique. Son fils aîné est baptisé catholique. Cependant, en 1648, alors qu'il est à Paris, son fils Mathieu ainsi que ses trois autres enfants sont baptisés protestants. Lui-même revient au protestantisme. Il est alors lié d'amitié, avec la famille de Marot.
Il a travaillé comme sculpteur sur les chantiers des châteaux de Vaux-le-Vicomte, du Louvre et de Versailles. Il est reçu à l'Académie de Saint-Luc en 1651. Il est admis à l'Académie royale de peinture et de sculpture le 30 mai 1665 sur la promesse de réaliser un marbre. Il  apporté le marbre pour sa réception à l'Académie le 5 mars 1672. En 1681, Louis XIV destitue les protestants de leurs charges. Le 10 octobre 1681, Samuel-Jacques Bernard (1615-1687), Henri Testelin, Louis Ferdinand Elle l'Aîné, Nicolas Heude, Jean-Baptiste Forest et Jean Michelin démissionnent. Mathieu Lespagnandelle est absent ce jour-là mais un ordre du roi lui impose de démissionner. Il abjure le 19 octobre 1685. Il est réintégré dans l'Académie le 1er décembre 1685.
Il a été inhumé à l'église Saint-Étienne-du-Mont de Paris.

## Quelques sculptures
- Les deux groupes du Tibre et de l’Ancueil dans les niches des rampes de la Grotte du jardin du château de Vaux-le-Vicomte réalisés suivant les directives d'André Le Nôtre[5] et les huit termes de la Grande Grille.
- Les statues Le Flegmatique[6], Prisonnier Farnèse, dit aussi Tigrane, roi d'Arménie[7] installées dans les jardins de Versailles entre 1682 et 1686, ainsi que les termes Diogène[8] et Socrate..
- Les Quatre sphinges pour le Grand Parterre du château de Fontainebleau en 1664[9].